# Скшатуш
Скшатуш (пол. Skrzatusz, нім. Schrotz — Шроц) — село в Польщі, у гміні Шидлово Пільського повіту Великопольського воєводства.
Населення — 817 осіб (2011).

## Демографія
Демографічна структура станом на 31 березня 2011 року:
|          | Загалом | Допрацездатний вік | Працездатний вік | Постпрацездатний вік |
| -------- | ------- | ------------------ | ---------------- | -------------------- |
| Чоловіки | 425     | 118                | 280              | 27                   |
| Жінки    | 392     | 81                 | 232              | 79                   |
| Разом    | 817     | 199                | 512              | 106                  |